# 公主剧院
公主剧院（英語：Princess Theatre）是澳大利亚维多利亚州墨尔本的一座剧院，拥有1452个座位。它成立于1854年，于1886年重建，由著名的墨尔本建筑师威廉·皮特（William Pitt）设计，是澳大利亚大陆现存最古老的娱乐场所。其建筑风格为精致的第二帝国风格，反映了“奇妙墨尔本”（Marvellous Melbourne）繁荣时期的富裕，
公主剧院位于墨尔本东区剧院区的司布林街（Spring Street），列入维多利亚遗产名录。

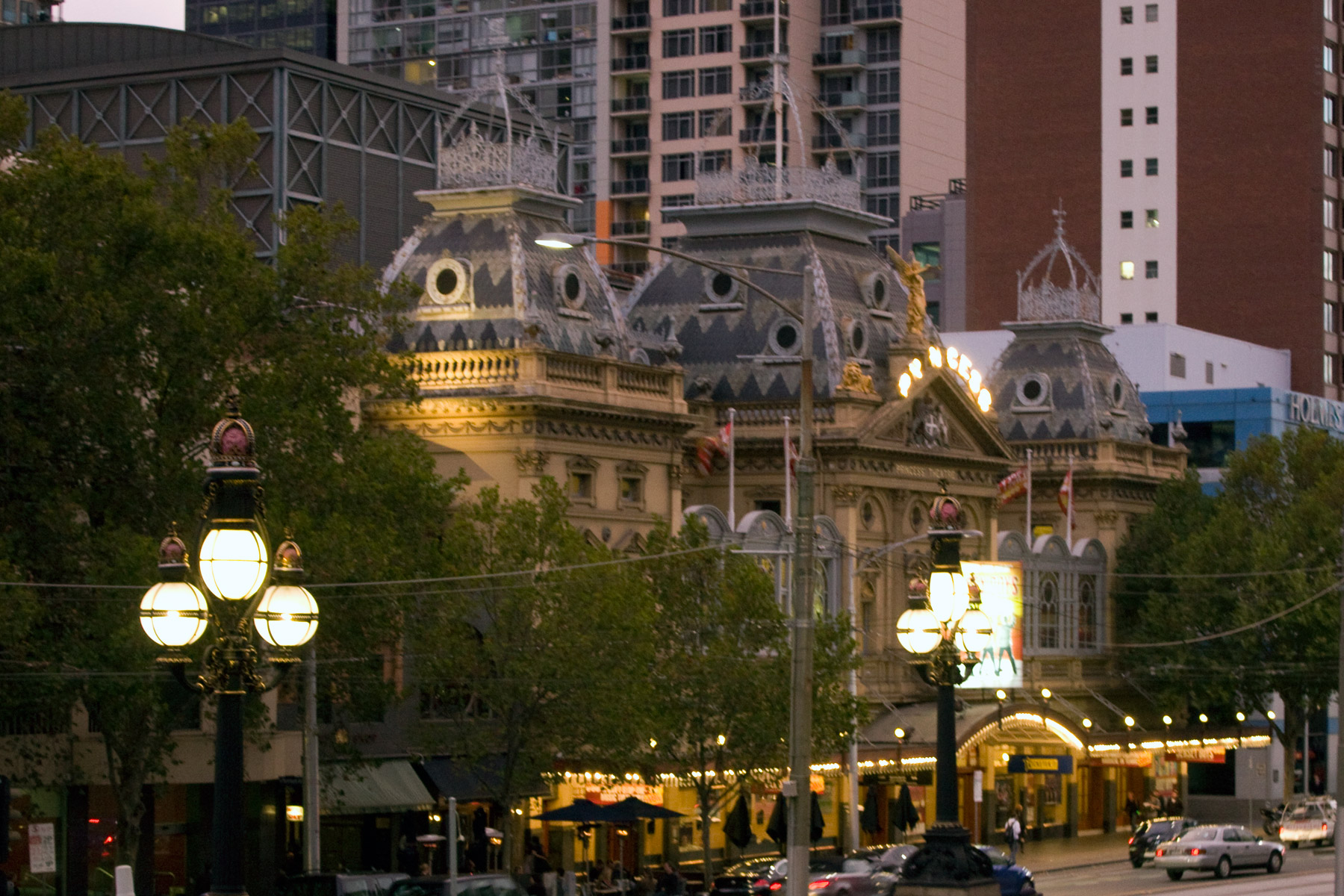